# Üüdibe
Üüdibe is een plaats in de Estlandse gemeente Saaremaa, provincie Saaremaa. De plaats heeft de status van dorp (Estisch: küla) en telt 5 inwoners (2021).
Tot in oktober 2017 behoorde Üüdibe tot de gemeente Salme en sindsdien tot de fusiegemeente Saaremaa.
Het dorp ligt aan de westkust van het schiereiland Sõrve, onderdeel van het eiland Saaremaa. Bij het dorp ligt de begraafplaats Massinõmme. Een deel van de begraafplaats wordt in beslag genomen door een groep collectieve graven van Sovjetsoldaten die tijdens de Tweede Wereldoorlog in de omgeving zijn gesneuveld. Deze graven zijn een beschermd monument.

## Geschiedenis
Üüdibe werd voor het eerst genoemd in 1592 en was eerst een boerderij op het landgoed van Abruka en later een dorp. In 1941, tijdens de Tweede Wereldoorlog, legde het Rode Leger bij Üüdibe een antitankversperring aan in een vergeefse poging om de oprukkende Duitse troepen tegen te houden. De resten zijn nog te bezichtigen.
In 1977 werd een deel van Salme bij Üüdibe gevoegd. Het nieuwe dorp kreeg de naam Läätsa. In 1997 werden Üüdibe en het vroegere deel van Salme weer gesplitst. Üüdibe kreeg zijn naam terug, het tweede dorp kreeg nu de naam Läätsa.

## Foto's

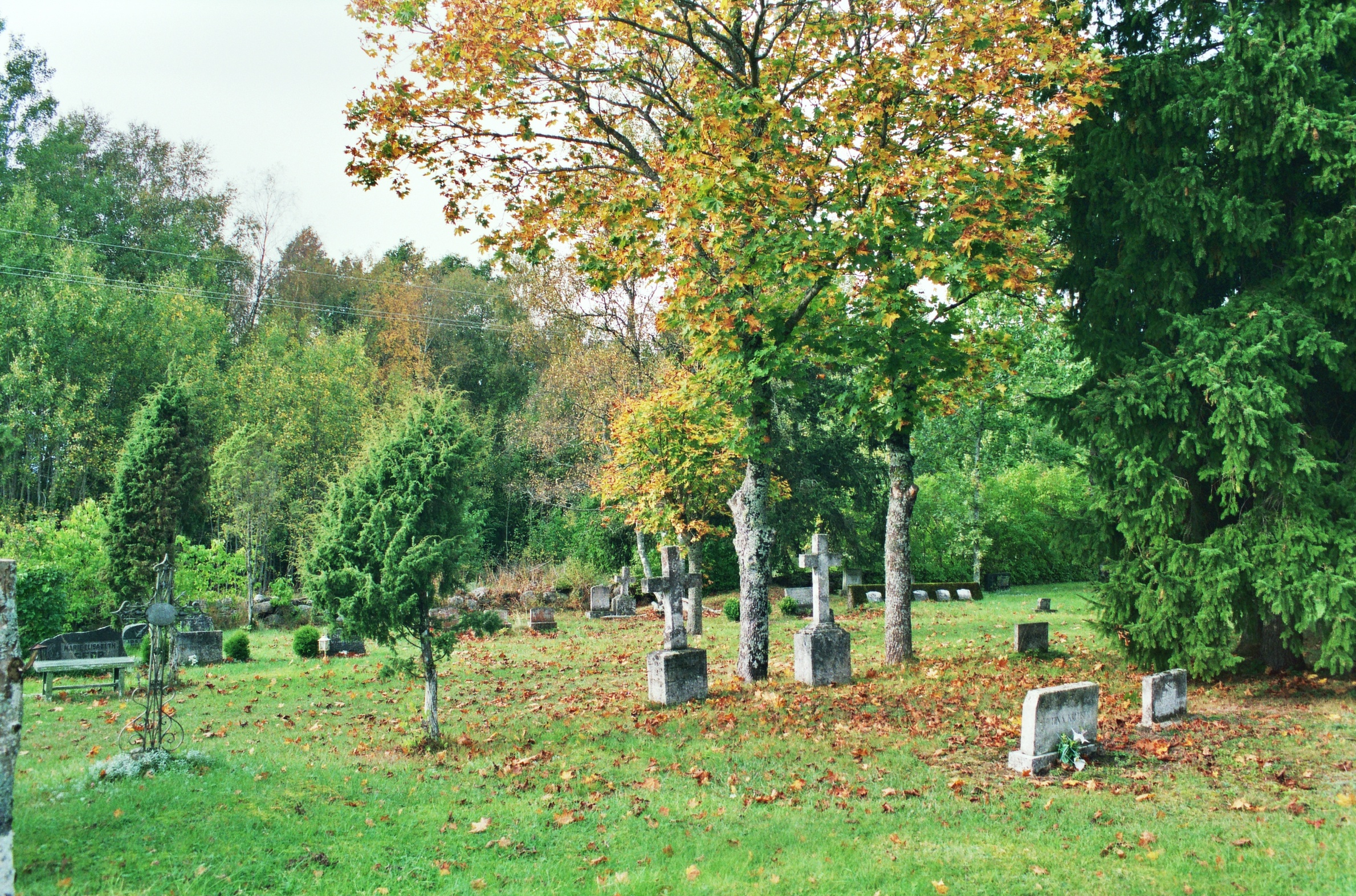
Graven op het kerkhof Massinõmme
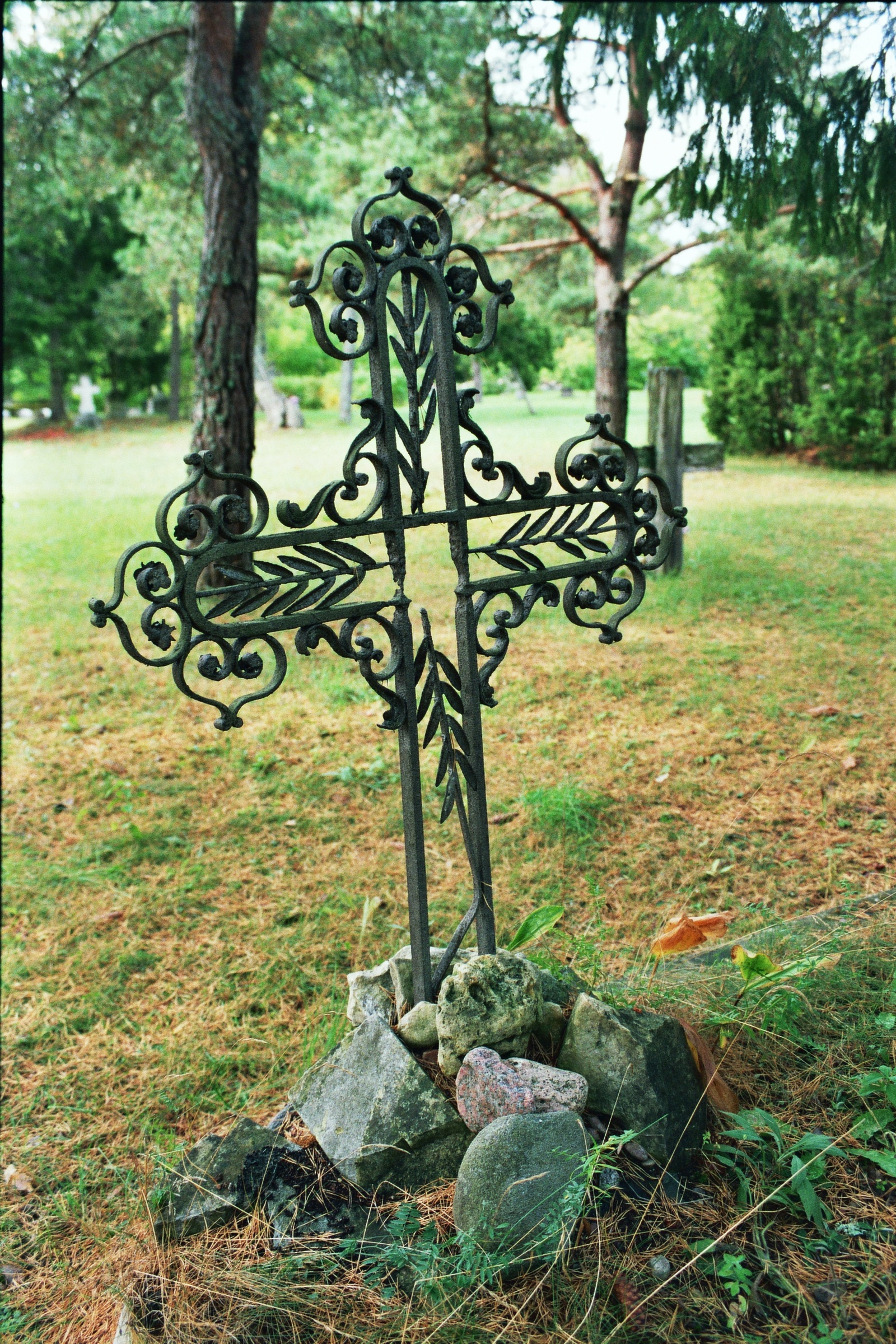
IJzeren kruis
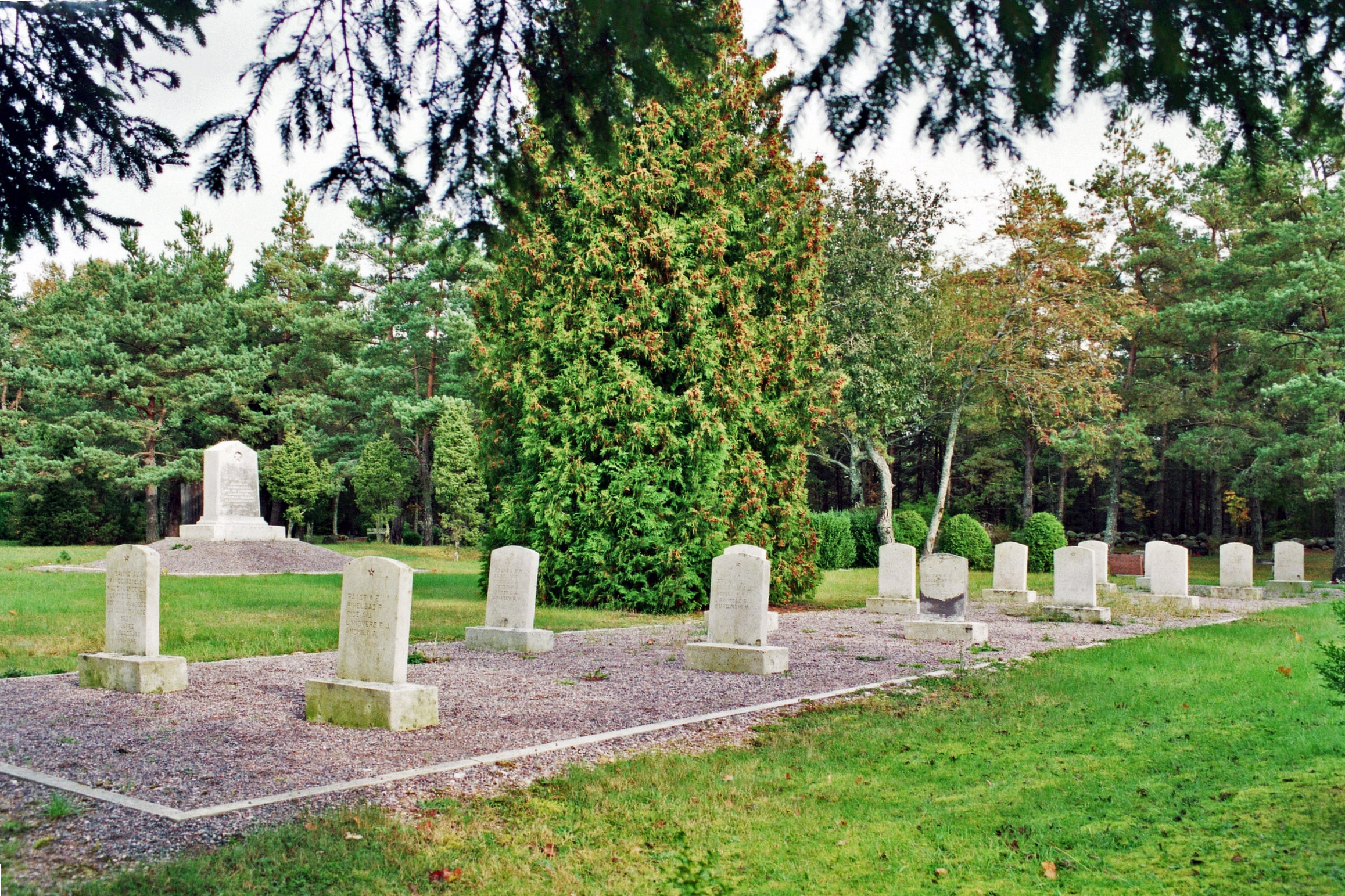
Graven voor de gesneuvelde Sovjetmilitairen
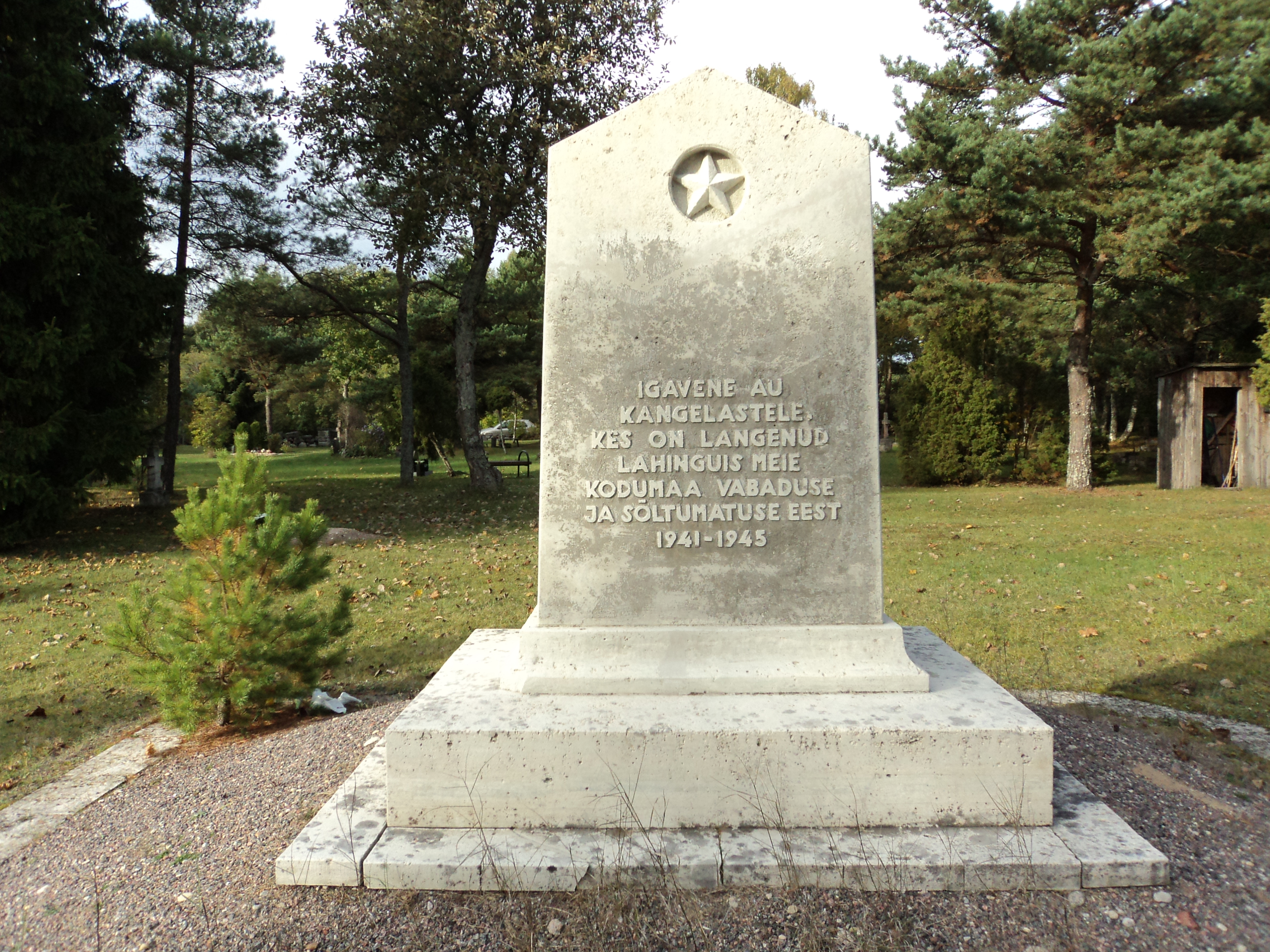
Gedenksteen bij de graven
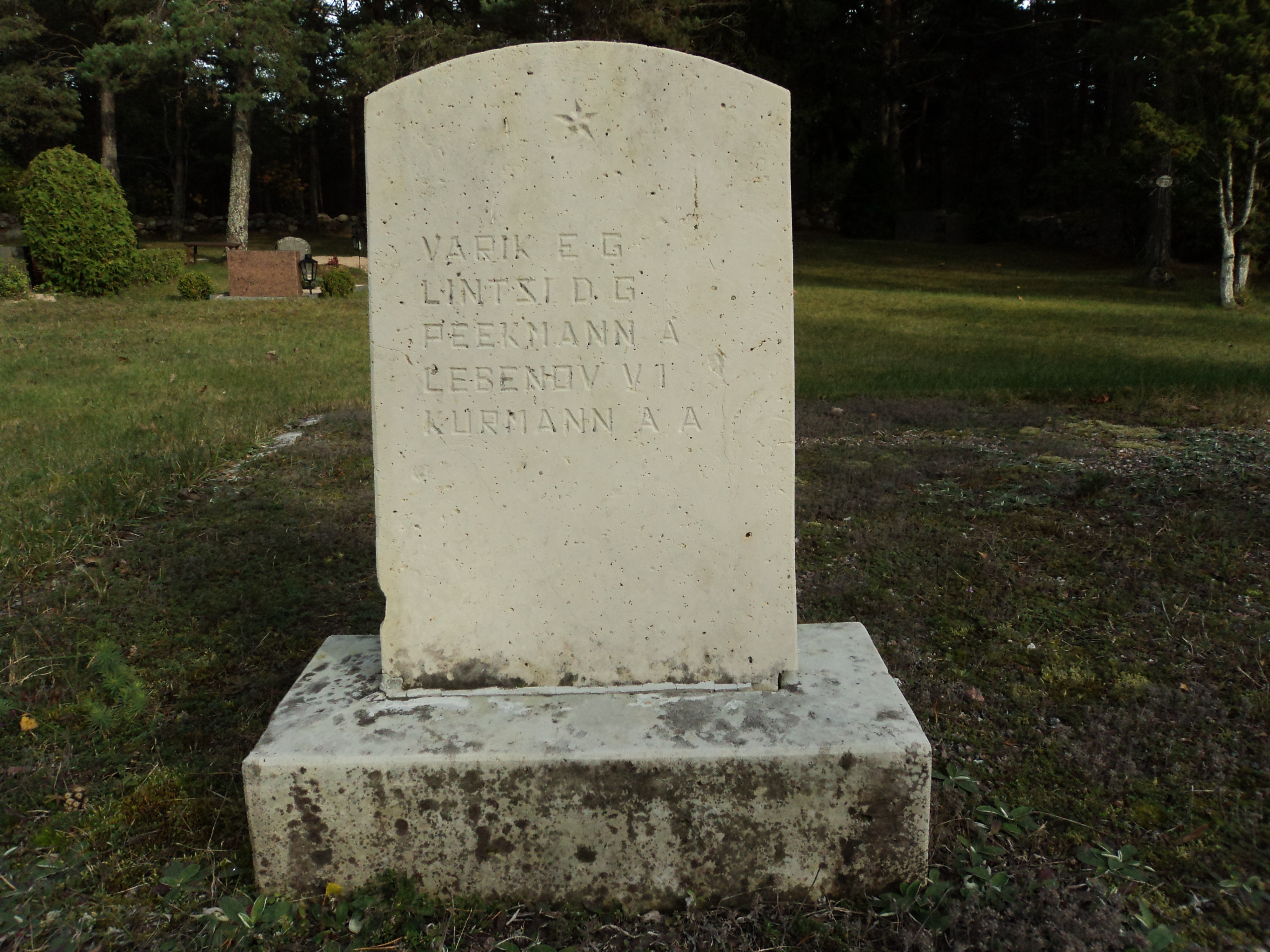
Een van de graven